# Cobble Hill (berg)
Cobble Hill är en kulle i Kanada.   Den ligger i provinsen British Columbia, i den sydvästra delen av landet, 3 600 km väster om huvudstaden Ottawa. Toppen på Cobble Hill är 322 meter över havet, eller 196 meter över den omgivande terrängen. Bredden vid basen är 2,7 km.
Terrängen runt Cobble Hill är kuperad söderut, men norrut är den platt. Närmaste större samhälle är North Cowichan, 17,7 km norr om Cobble Hill. 
I omgivningarna runt Cobble Hill växer i huvudsak blandskog. Runt Cobble Hill är det ganska glesbefolkat, med 38 invånare per kvadratkilometer.